# Trg Leona Štuklja

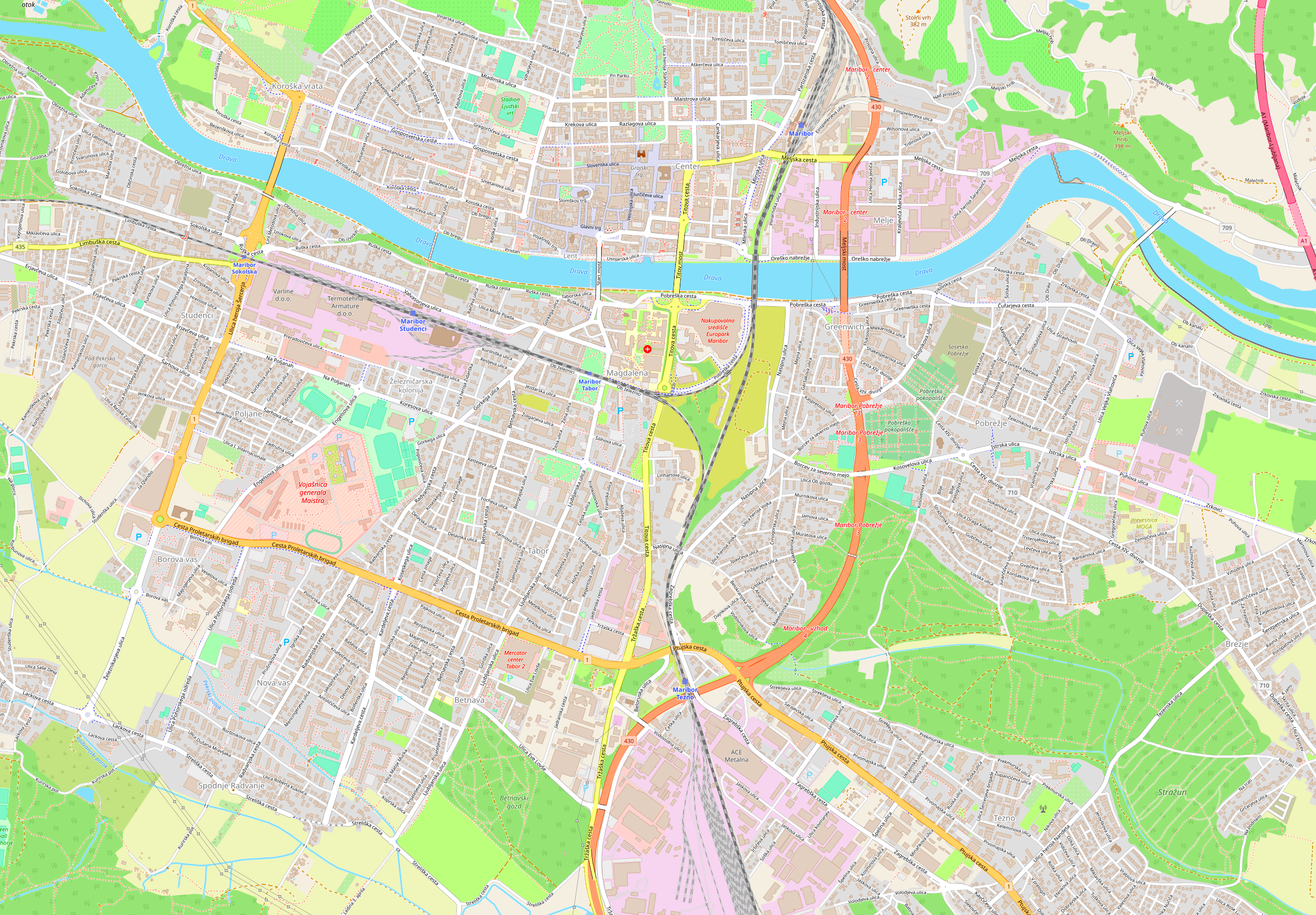

Trg Leona Štuklja (deutsch: Leon-Štukelj-Platz) ist der Name eines Platzes in Maribor, Slowenien. Er ist benannt nach dem slowenischen Juristen und Olympiasieger Leon Štukelj.

## Geschichte
Der Platz wurde im Jahr 2011 eröffnet. Er entstand durch die Fusion eines nördlichen Teils der ehemaligen Ulica Svetozarevska mit dem Vito-Kraigher-Platz.

## Lage
Der Leon-Stukelj-Platz liegt südlich des Franziskanerklosters an der Mariborer Marienbasilika. Er ist mit 9000 Quadratmetern der größte Stadtplatz in Slowenien. Der Platz ist von neuen Geschäftsgebäuden umgeben und als Versammlungsort für alle wichtigen städtischen Veranstaltungen konzipiert.
Die Beleuchtung des Platzes besteht aus schwebenden Paneelen an hohen Masten inmitten von Bäumen.

## Zuführende Straßen
Der Platz stößt im Westen auf die Vetrinjska ulica. Im Norden führt die Ulica škofa Maksimilijana Držečnika am Franziskaner-Kloster und der Marienbasilika vorbei zum Trg svobode und zur Partizanska cesta. Im Osten wird er von der Ulica Vita Kraigherja begrenzt, die ihn mit der Titova cesta verbindet. Im Süden ist die Ulica slovenske osamosvojitve die Verbindung zu den Straßen Ob jarku und Ulica heroja Bračiča.